# Homem do pântano
Homem do pântano (Swampman) é o tema de um experimento de um pensamento filosófico introduzido por Donald Davidson, em seu artigo de 1987 " Conhecer a própria mente". O experimento mental funciona da seguinte forma:

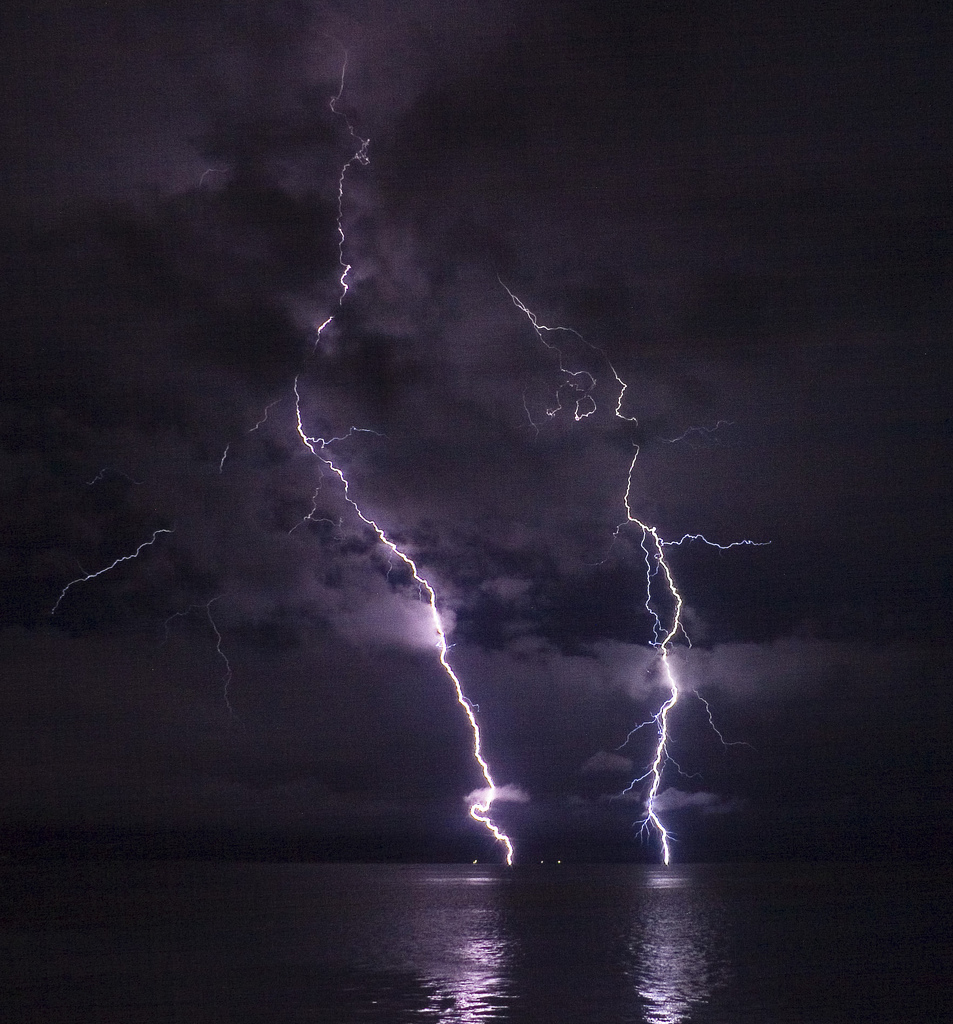
Donald Davidson foi um filósofo americano que lecionou em UC Berkeley

Suponha que Davidson vá caminhar no pântano e é atingido e morto por um relâmpago.
Ao mesmo tempo, nas proximidades desse pântano, outro relâmpago espontaneamente reorganiza um grupo de moléculas de tal forma que, inteiramente por coincidência, elas assumem exatamente da mesma forma e estrutura que o corpo Davidson tinha no momento de sua morte prematura.
Este, a quem Davidson chama "Homem do pântano", tem, naturalmente, um cérebro que é estruturalmente idêntico ao que Davidson tinha, e assim, presumivelmente, se comporta exatamente como Davidson. Ele vai sair do pântano, e retornar ao cargo de Davidson, em Berkeley, e vai escrever os ensaios da mesma forma que ele teria escrito, ele irá interagir como uma pessoa amigável com todos os amigos de Davidson e da família, e assim por diante.
Davidson sustenta que haveria, no entanto, que existir uma diferença, embora ninguém iria notar. O "Homem do pântano" irá parecer que reconhece os amigos de Davidson, mas é impossível para ele realmente reconhecê-los, pois ele nunca os viu antes. Como Davidson diz, "Ele não pode reconhecer qualquer coisa, porque nada por ele jamais foi conscientizado em primeiro lugar."